# Valérie Palma
 (juillet 2013).
Pour les articles homonymes, voir Palma.
Valérie Palma est une cantatrice française, née à Vierzon le 27 novembre 1965. Artiste soliste dans divers récitals et groupes vocaux où elle interprète des musiques, latinos, sud-américaines, mélodies, opéras, opérettes, jazz, gospel…

## Carrière
Elle est depuis quelques années professeurs de chant notamment au Pôle des Arts de la scène.